# Swiss Open Gstaad 2025
Swiss Open Gstaad 2025 — тенісний турнір, що проходив на ґрунтових кортах у місті Гштаад, Швейцарія з 14 до 20 липня. Належав до категорії ATP 250.

## Фінальна частина

### Одиночний розряд
Олександр Бублик —  Хуан Мануель Черундоло 6–4, 4–6, 6–3

### Парний розряд
Франсіску Кабрал /  Лукас Мідлер —  Гендрік Єбенс /  Альбано Оліветті 6–7(4–7), 7–6(7–4), [10–3]